# Wapen van Wijdewormer
Het wapen van Wijdewormer werd op 22 oktober 1817 aan de voormalige Noord-Hollandse gemeente Wijdewormer toegekend. Omdat het wapen heraldisch gezien incorrect was, heeft er in 1949 er een wapenaanpassing plaats gehad, waardoor er een tweede versie ontstond. In 1991 is het wapen wegens een gemeentelijke fusie komen te vervallen.

## Blazoeneringen
De blazoeneringen van het wapen van Wijdewormer luiden als volgt:

### Eerste blazoenering
Van lazuur met een schaap, houdende een klaverblad in de bek en staande op een terras, en pointe een slang, alles van keel.
Het wapen is geheel blauw van kleur, met daarop een geheel rode voorstelling. De voorstelling toont een schaap op een kleine ondergrond met in de bek een klaverblad. Onder de ondergrond een kronkelende slang.

### Tweede blazoenering
Het tweede wapen werd op 19 september 1949 aan de gemeente toegekend. De blazoenering luidde als volgt:
In azuur een schaap van zilver, houdende in de bek een klaverblad van sinopel en staande op een grasgrond; in een schildvoet van zilver een zwemmende paling van sabel. Het schild gedekt met een gouden kroon van 3 bladeren en 2 paarlen.
Het schaap is nu wit van kleur met in de bek een groen klaverblad. De grond waarop het dier staat, is nu niet rood, maar groen. De ondergrond is iets naar boven verplaatst, waardoor een schildvoet is ontstaan; deze is van zilver. In de schildvoet zwemt een zwarte paling. De gemeente heeft eveneens het recht gekregen een driebladige kroon te voeren, met tussen de drie bladeren twee parels.

## Geschiedenis
Het eerste wapen werd op 22 oktober 1817 aan de gemeente Wijdewormer toegekend. Het wapen staat symbool voor de ontstaansgeschiedenis van de gemeente Wijdewormer: visvangst voor de drooglegging en veeteelt erna.
De gemeente vroeg in 1949 om een kopie van het wapen, waarop de Hoge Raad van Adel een kopie stuurde, met de mededeling dat het wapen niet aan de heraldische eisen voldeed. De twee kleuren, of emails, mogen namelijk niet gecombineerd worden zoals in dit wapen wel gebeurde. Nog hetzelfde jaar verleende de Hoge Raad van Adel het nieuwe wapen.